# 자와 문자
자와 문자(Javanese script, Aksara Jawa, Hanacaraka, Carakan, Dentawyanjana)는 인도네시아 자와섬에서 발전한 전통 문자의 하나이다. 주로 이 지역의 최대 언어인 자와어를 표기하는 데 사용되었지만 이외에 순다어, 마두라어, 말레이어 등을 표기하는 데에도 쓰였다.
약 16세기에 자와어를 표기하는 용도로 처음 등장하여 한때 문어 뿐 아니라 일상적 언어 생활에도 널리 사용되었으나 점차 로마자 표기가 선호되기 시작하며 오늘날에는 사용이 매우 제한적이다. 브라흐미 문자 계통의 아부기다로, 표기하는 언어에 따라 20~33개의 기본 문자로 구성되어 있다.

## 유니코드
유니코드에서는 이하의 영역에 다음 문자가 수록되고 있다.
| 유니코드 Unicode.org chart (PDF) |   |   |   |   |   |   |   |   |   |   |   |   |   |   |   |   |
|                                  | 0 | 1 | 2 | 3 | 4 | 5 | 6 | 7 | 8 | 9 | A | B | C | D | E | F |
| U+A98x                           | ꦀ  | ꦁ  | ꦂ  | ꦃ  | ꦄ | ꦅ | ꦆ | ꦇ | ꦈ | ꦉ | ꦊ | ꦋ | ꦌ | ꦍ | ꦎ | ꦏ |
| U+A99x                           | ꦐ | ꦑ | ꦒ | ꦓ | ꦔ | ꦕ | ꦖ | ꦗ | ꦘ | ꦙ | ꦚ | ꦛ | ꦜ | ꦝ | ꦞ | ꦟ |
| U+A9Ax                           | ꦠ | ꦡ | ꦢ | ꦣ | ꦤ | ꦥ | ꦦ | ꦧ | ꦨ | ꦩ | ꦪ | ꦫ | ꦬ | ꦭ | ꦮ | ꦯ |
| U+A9Bx                           | ꦰ | ꦱ | ꦲ | ꦳  | ꦴ  | ꦵ  | ꦶ  | ꦷ  | ꦸ  | ꦹ  | ꦺ  | ꦻ  | ꦼ  | ꦽ  | ꦾ  | ꦿ  |
| U+A9Cx                           | ꧀  | ꧁ | ꧂ | ꧃ | ꧄ | ꧅ | ꧆ | ꧇ | ꧈ | ꧉ | ꧊ | ꧋ | ꧌ | ꧍ |   | ꧏ |
| U+A9Dx                           | ꧐ | ꧑ | ꧒ | ꧓ | ꧔ | ꧕ | ꧖ | ꧗ | ꧘ | ꧙ |   |   |   |   | ꧞ | ꧟ |

## 같이 보기
- 자와어